# Stadtgemeinde Murska Sobota

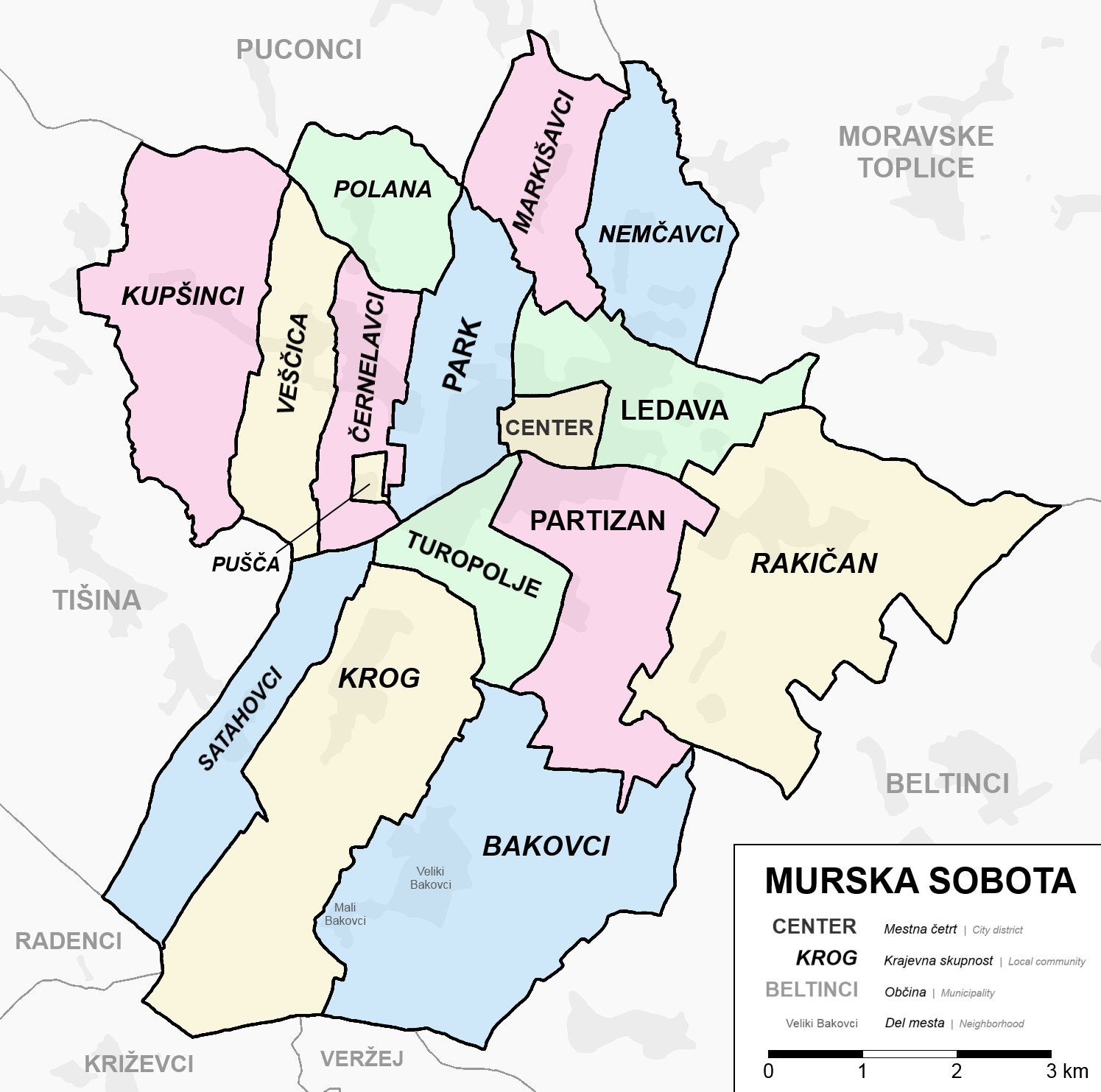
Übersichtskarte der Ortsteile

Die Stadtgemeinde Murska Sobota (slowenisch: Mestna občina Celje) ist eine der zwölf Stadtgemeinden Sloweniens. 
Sie trägt den Namen ihres Hauptortes, der Stadt Murska Sobota und liegt im äußersten Nordosten Sloweniens, in der historischen Region Prekmurje (Übermurgebiet). 

## Lage
Murska Sobota liegt im Ravensko, dem flachen Teil der historischen Region Prekmurje (Übermurgebiet) und gilt als dessen Hauptort. Des Weiteren zählt die Stadt zur im Mai 2005 eingeführten statistischen Region Pomurska.
Am südlichen Ende tangiert die Mur (slow.: Mura) das Gemeindegebiet, unmittelbar nördlich der Kernstadt fließt der zweite Hauptfluss der Region vorbei, die Ledava (deutsch: Limbach). 
Die Stadt ist von den Grenzen zu Österreich und Ungarn jeweils nur rund 15 km, von der nächsten größeren Stadt Maribor rund 40 km entfernt. Es existieren keine nennenswerten Erhebungen, das Gemeindegebiet liegt auf 186–195 m. ü. A.

## Stadtgliederung
Die Stadtgemeinde Murska Sobota ist untergliedert in  
- fünf Stadtviertel (slow.: Mestne četrti, Abkürzung: MČ) und
- 11 Ortsgemeinschaften (slow.: Krajevne skupnosti, Abkürzung: KS).

Während die fünf Stadtviertel gemeinsam die eigentliche Kernstadt Murska Sobota bilden, umfassen die Ortsgemeinschaften jeweils genau eine Ortschaft der Stadtgemeinde.  
Bei den Exonymen in den Klammern handelt es sich, sofern nicht anders angegeben, um die ungarischen Bezeichnungen der Dörfer. 
Stadtviertel (Mestne četrti):
- Murska Sobota
  1. MČ Center
  2. MČ Ledava
  3. MČ Partizan
  4. MČ Turopolje
  5. MČ Park

Ortsgemeinschaften (Krajevne skupnosti):
1. KS Bakovci (Barkóc)
2. KS Černelavci (Kisszombat)
3. KS Krog (Korong, dtsch.: Kroth[3])
4. KS Kupšinci (Murahalmos, dtsch.: Küpschintzen)[3]
5. KS Markišavci (Márkusháza)
6. KS Nemčavci (ung. Lendvanemesd, dt. Deutschendorf)[3]
7. KS Polana (Vaspolony)
8. KS Pušča
9. KS Rakičan (ung. Battyánfalva, dt. Rakitschan)[3]

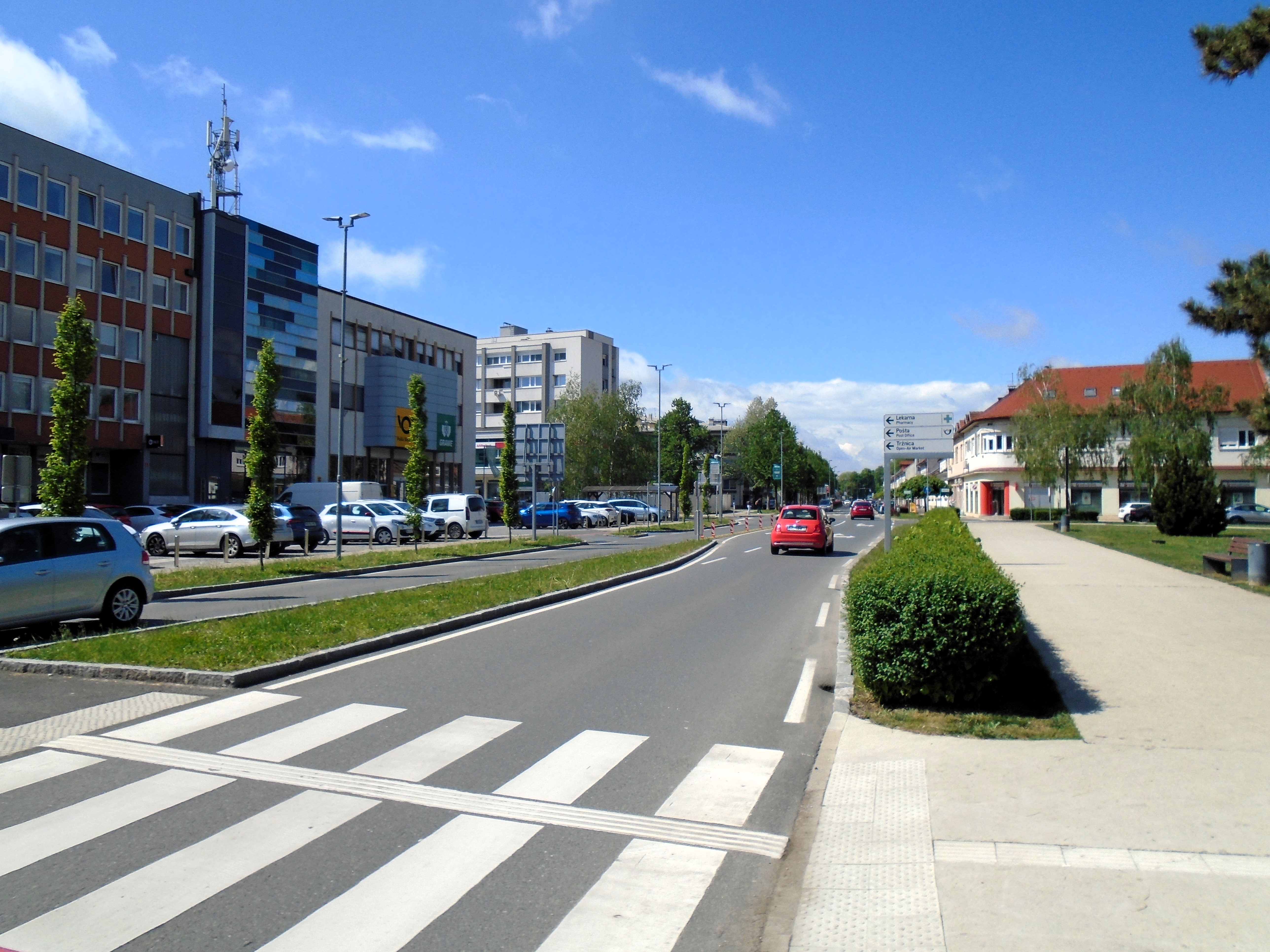
Štefan-Kovač-Straße in der Stadt Murska Sobota, des Hauptortes der Stadtgemeinde

10. KS Satahovci (Muraszentes)
11. KS Veščica (Falud)

## Nachbargemeinden
|                   | Puconci                                     | Moravske Toplice |
| Tišina            | Kompassrose, die auf Nachbargemeinden zeigt |                  |
| Radenci, Križevci | Veržej                                      | Beltinci         |

## Verkehr
Murska Sobota ist durch die direkt durch die Gemeinde führende Autobahn A5 an das slowenische Autobahnnetz angeschlossen. Über die Anschlussstellen „Murska Sobota“ und „Lipovci“ ist diese gut erreichbar.
Die Gemeinde liegt an der Bahnlinie von Ormož nach Hodoš, die weiter nach Budapest führt. Sie ist die einzige Eisenbahnverbindung zwischen Slowenien und Ungarn. Direkt in der Stadt gibt es einen Bahnhof. Außerdem besitzt Murska Sobota einen kleinen Sportflughafen.

## Städtepartnerschaften
Murska Sobota unterhält Partnerschaften mit der deutschen Stadt Ingolstadt in Bayern (seit 1979), mit der US-amerikanischen Stadt Bethlehem im Bundesstaat Pennsylvania und mit der serbischen Stadt Paraćin im Okrug Pomoravlje.